# Avinguda Tibidabo metróállomás
Avinguda Tibidabo egyike a Spanyolországban található barcelonai metró metróállomásainak.

## Nevezetességek az állomás közelében
- Átszállási lehetőség Barcelona történelmi villamosára, a Tramvia Blaura.

## Metróvonalak
Az állomást az alábbi metróvonalak érintik:
- 7-es metróvonal

## Kapcsolódó állomások
Az állomáshoz az alábbi állomások vannak a legközelebb:
- El Putxet (7-es metróvonal)